# Giuseppina
Giuseppina  è un nome proprio di persona italiano femminile.

## Varianti
- Ipocoristici: Geppina, Peppina, Beppina, Pina, Nuccia, Giusi, Pinuccia
- Maschili: Giuseppino[1][2]

### Varianti in altre lingue
- Croato: Jozefina[3]
  - Ipocoristici: Finka[3], Ina[3]
- Finlandese: Josefiina[3]
- Francese: Joséphine[3][4]
  - Ipocoristici: Josette[3], Fifi[3]
- Inglese: Josephine[2][3][4], Josephina[3]
  - Ipocoristici: Jo[3], Josie[3], Posie[3], Posy[3]
- Ligure: Giöxepiña[5]
- Olandese: Jozefien[3], Josephine[3]
- Polacco: Józefina[3]
- Portoghese: Josefina[3]
- Slovacco: Jozefína[3]
- Spagnolo: Josefina[2][3]
- Svedese: Josefina[3]
- Tedesco: Josefine[3], Josephine[3]
  - Ipocoristico: Josse

## Origine e diffusione
È una forma diminutiva femminile del nome Giuseppe, di gran lunga preferita al femminile proprio Giuseppa; nel XX secolo è stato il quarto nome per diffusione in Italia

## Onomastico

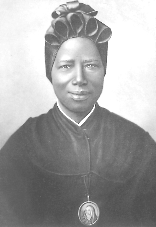
Santa Giuseppina Bakhita

L'onomastico si può festeggiare l'8 febbraio in ricordo di santa Giuseppina Bakhita, religiosa canossiana; si ricordano comunque varie beate con questo nome, fra le quali:
- 8 febbraio, beata Giuseppina Bonino, fondatrice delle Suore della Sacra Famiglia di Savigliano[7]
- 23 febbraio, santa Giuseppina Vannini, cofondatrice delle Figlie di San Camillo[7]
- 19 maggio, beata Giuseppina "Pina" Suriano, catechista[8]
- 31 dicembre, beata Giuseppina Nicoli, religiosa vincenziana[7]

## Persone

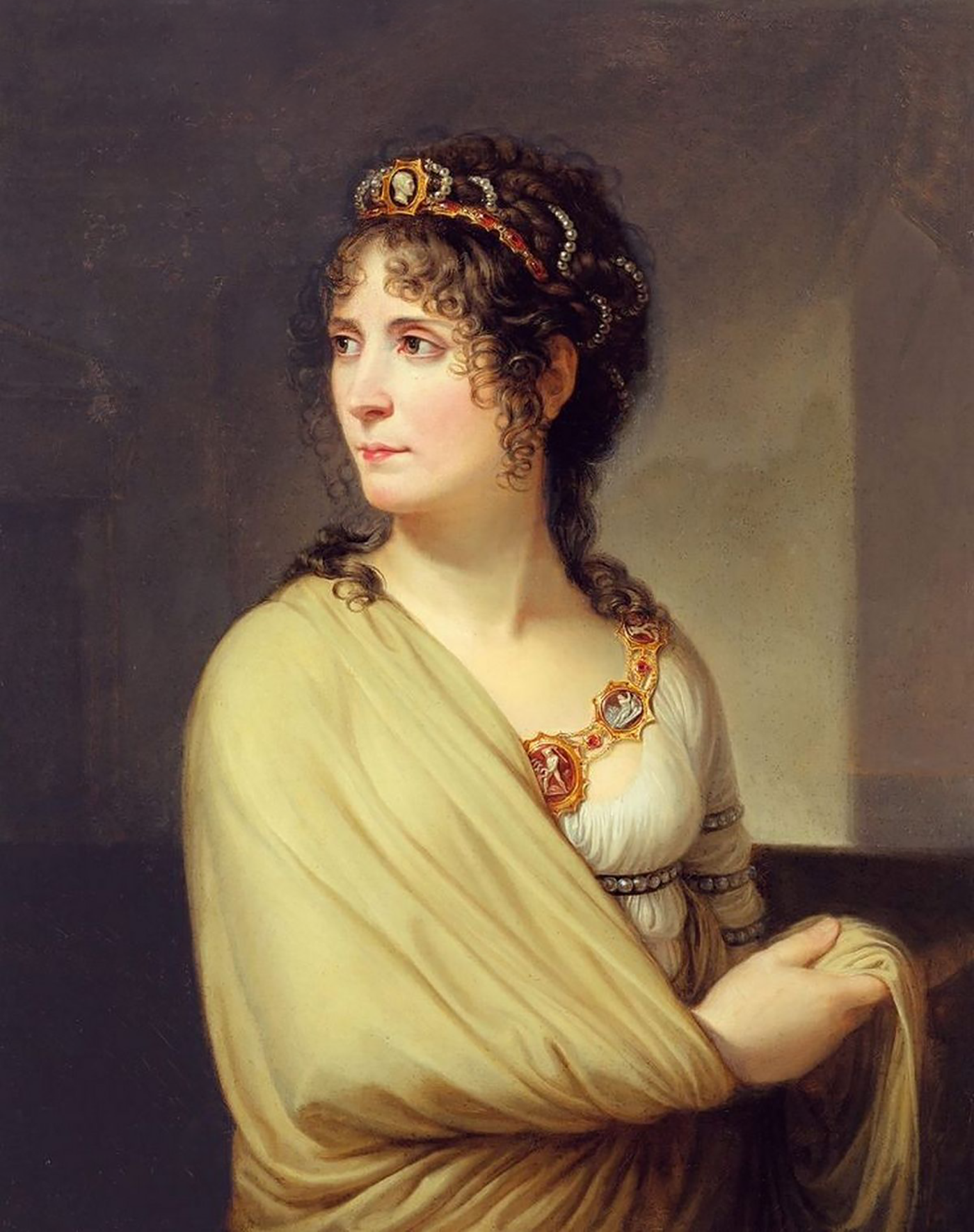
Giuseppina di Beauharnais

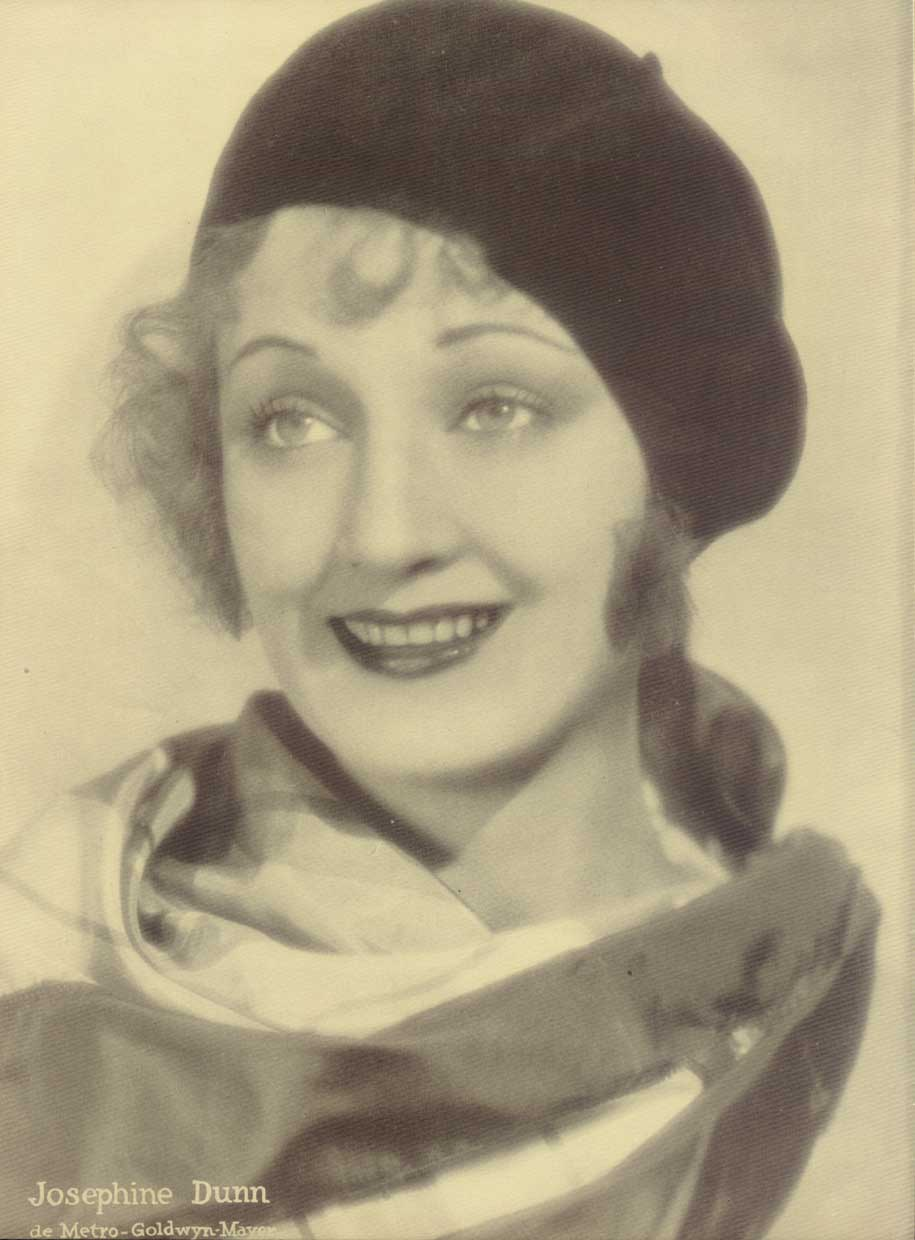
Josephine Dunn

- Giuseppina di Baden, figlia di Carlo II di Baden, madre di Carlo I di Romania e di Stefania del Portogallo
- Giuseppina di Beauharnais, imperatrice di Francia
- Giuseppina del Belgio, principessa del Belgio
- Giuseppina Carlotta del Belgio, granduchessa del Lussemburgo
- Giuseppina di Leuchtenberg, regina di Svezia e Norvegia come consorte di Oscar I di Svezia
- Maria Giuseppina di Savoia, moglie di Luigi XVIII di Francia
- Giuseppina Bakhita, religiosa e santa sudanese
- Giuseppina Biggiogero Masotti, matematica e docente italiana
- Giuseppina Castiello, politica italiana
- Giuseppina Grassini, contralto italiano
- Giuseppina Leone, atleta italiana
- Giuseppina Pasqua, mezzosoprano e contralto italiano
- Giuseppina Projetto, supercentenaria italiana
- Giuseppina Raimondi, seconda moglie di Giuseppe Garibaldi
- Giuseppina Strepponi, soprano italiano, seconda moglie di Giuseppe Verdi
- Giuseppina Tuissi, partigiana e antifascista italiana

### Variante Josephine
- Josephine Cochrane, inventrice statunitense
- Josephine de Reszke, soprano polacco
- Josephine Dunn, attrice statunitense
- Josephine Hutchinson, attrice statunitense
- Josephine Langford, attrice australiana
- Josephine Marcus, moglie di Wyatt Earp
- Josephine Tey, scrittrice scozzese

### Altre varianti
- Joséphine Baker, cantante e danzatrice statunitense naturalizzata francese
- Josefine Dora, attrice austriaca
- Josefine Preuß, attrice tedesca
- Jozefina Topalli, politica albanese

## Il nome nelle arti
- Josephine Anwhistle è un personaggio dei romanzi della serie Una serie di sfortunati eventi, scritti da Lemony Snicket.
- Josephine Danville è un personaggio della serie televisiva CSI: NY.
- Josephine Mutzenbacher è un personaggio del romanzo di Felix Salten Josefine Mutzenbacher.
- Geppina Gepi è il titolo di una canzone composta da Totò, eseguita dallo stesso con Anna Magnani nel film Risate di gioia.
- Josephine è il titolo di una canzone di Chris Rea.
- Josephine March è un personaggio dei libri di Louisa May Alcott.
- Josette "Josie" Saltzman è un personaggio della serie Legacies.